# November to Remember 1998
November to Remember 1998 fu un pay-per-view organizzato dalla federazione Extreme Championship Wrestling (ECW); si svolse il 1º novembre 1998 presso la Lakefront Arena di New Orleans, Louisiana, Stati Uniti. Questa fu la sesta edizione dell'evento e la seconda ad essere trasmessa in pay-per-view.

## Evento
Il main event dello show fu un six-man tag team match, nel quale Sabu, Rob Van Dam & Taz sconfissero i Triple Threat (Shane Douglas, Bam Bam Bigelow & Chris Candido).

## Risultati
| N. | Risultati | Stipulazione                                                              | Durata |
| -- | --- | ------------------------------------------------------------------------- | ------ |
| 1  | The Blue World Order (The Blue Meanie & Super Nova) sconfiggono Danny Doring & Amish Roadkill                                                                            | Tag team match                                                            | 10:54  |
| 2  | Tommy Rogers (con Chris Chetti) sconfigge Tracy Smothers (con Tommy Rich, Little Guido & Ulf Herman)                                                                     | Single match                                                              | 07:51  |
| 3  | Spike Dudley sconfigge Mabel | Single match                                                              | 00:05  |
| 4  | Lance Storm (con Tammy Lynn Bytch) sconfigge Jerry Lynn | Single match con Mikey Whipwreck e Tammy Lynn Sytch come arbitri speciali | 16:48  |
| 5  | Masato Tanaka & Balls Mahoney (con Axl Rotten) sconfiggono The Dudley Boyz (Buh Buh Ray Dudley & D-Von Dudley) (c) (con Joel Gertner, Big Dick Dudley e Sign Guy Dudley) | Tag team match per l'ECW World Tag Team Championship                      | 15:01  |
| 6  | Tommy Dreamer & Jake Roberts sconfiggono Justin Credible & Jack Victory                                                                                                  | Tag team match                                                            | 12:26  |
| 7  | New Triple Threat (Sabu, Rob Van Dam & Taz) (con Bill Alfonso) sconfiggono The Triple Threat (Shane Douglas, Bam Bam Bigelow & Chris Candido) (con Francine)             | Six-man tag team match                                                    | 12:57  |

## Accoglienza
L'evento fu accolto da recensioni generalmente negative da parte della critica di settore.
Nel 2011 David di Wrestling Recaps assegnò allo show un "pollice verso" scrivendo: "Perché tutta 'sta roba tag team nel programma? Solo due incontri singoli uno contro uno? Non smetto mai di sentirmi confuso dal booking della ECW. Se riesci a ignorare l'operato di Sunny, l'incontro Lance Storm vs. Jerry Lynn è molto buono, ma non c'è molto altro da notare in questo pay-per-view. Pollice giù."
Nel 2018 Kevin Pantoja di 411Mania diede all'evento un voto di 4.5 su 10, scrivendo: "Una delusione di show. Heatwave era stato incredibile, poi abbiamo avuto questo. Sembra quasi che non fosse uno show speciale, principalmente a causa del fatto che ci sono così tanti match di coppia. Il disappunto viene da vari fattori. Per esempio, il main event non funziona. Poi, cose vecchie come il partner misterioso non aiutano."
Nel 2022 Paul Matthews di Classic Wrestling Review descrisse l'evento come "dimenticabile" affermando: "Heat Wave era stato grande, ma questo show fu trascurabile e dimenticabile. Capisco che abbiano voluto mantenere l'attenzione sulla rivalità Taz/Douglas, ma niente sembrava importante in questo show. Non fu terribile. Nessuno degli incontri è stato veramente brutto. Ma è un PPV del quale ti dimentichi alla fine della giornata."